# Province de Petite-Pologne
Pour les articles homonymes, voir Petite-Pologne (homonymie).
1569–1795
Entités précédentes :
- Royaume de Pologne
- Grand-duché de Lituanie

Entités suivantes :
- Empire russe
- Empire des Habsbourg
- Royaume de Prusse

La province de Petite-Pologne (en polonais : Prowincja małopolska, en latin : Polonia Minor) était une division administrative de la couronne du royaume de Pologne ayant existé de 1569 à 1795, ainsi que la plus grande province de la république des Deux Nations. Son nom provient vient de la région historique de la Petite-Pologne. Il peut sembler surprenant que la « Petite-Pologne » soit plus étendue que la « Grande-Pologne » ; cependant, les noms « petite » et « grande » Pologne ne se rapportent pas à la taille respective des deux provinces, mais sont plus ou moins équivalents aux termes « vieux » et « nouveau » en français : ainsi, la Petite-Pologne est-elle la « Nouvelle Pologne », par opposition à l'« Ancienne Pologne », centrée sur le premier évêché du pays. 
La province possédait deux sièges administratifs, l'un Soudova Vychnia pour les terres ruthènes, et l'autre à Nowy Korczyn pour les terres polonaises. La province se composait de 11 voïvodies et d'un duché (voir ci-dessous).
Zygmunt Gloger, dans son Histoire Géographique des terres de la Vieille Pologne (1900), décrit ainsi la province de Petite-Pologne : 
« La Petite-Pologne proprement dite était composée de trois voïvodies : celles de Cracovie, Sandomir et Lublin, plus le duché de Siewierz, acheté au XVe siècle par l'évêque de Cracovie Zbigniew Oleśnicki. De plus, à la Petite-Pologne appartenaient treize villes du Spiš, situées au-delà les Carpates. Au total, la Petite Pologne avait une superficie de 1 046 milles carrés, soit 6 milles carrés de moins que la Grande Pologne. Au milieu du XVIe siècle, les trois voïvodies de Petite-Pologne (sans Siewierz et le Spiš) comptaient 922 paroisses catholiques romaines, 205 villes et 5 500 villages.

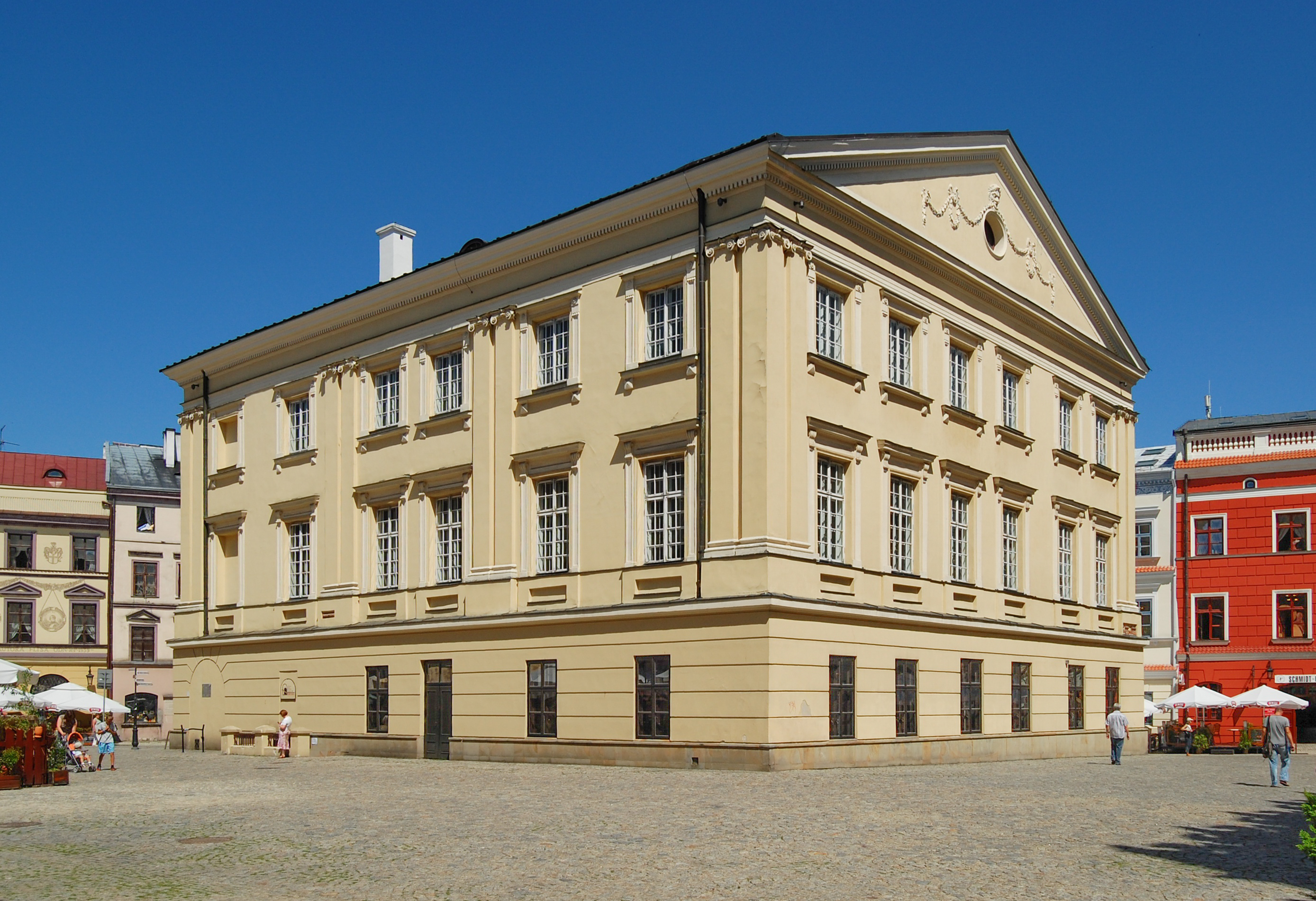
Le Tribunal de la Couronne à Lublin, la plus haute cour d'appel de la province de Petite-Pologne

Les emplacements du tribunal de la Couronne pour la province de Petite-Pologne étaient initialement situés à Lublin et à Łuck (Loutsk), puis, après 1590, seulement à Lublin ; mais les réformes de 1764 le firent également siéger à Lwów (Lviv), avant qu'en 1768 Lublin ne redevienne l'unique siège du Tribunal.  
La trêve d'Androussovo (1667) fera perdre à la Petite-Pologne sa partie la plus orientale ; elle disparaîtra définitivement de la carte en 1795, à la suite des partages de la Pologne, la plus grande partie en étant annexée par l'Empire russe.

## Divisions administratives
À la suite de l'union de Lublin en 1569, les terres de la Ruthénie rouge, de la Volhynie, de la Podolie et de l'Ukraine furent ajoutées au domaine royal (la Couronne), rejoignant la province de Petite-Pologne. En conséquence, la Petite Pologne se composait de onze voïvodies, trois duchés et trois terres :
1. Voïvodie de Bełz
2. Voïvodie de Bracław
3. Voïvodie de Czernihów
4. Voïvodie de Kiev
5. Voïvodie de Cracovie
6. Voïvodie de Lublin
7. Voïvodie de Podlachie
8. Voïvodie de Podolie
9. Voïvodie de Ruthénie
10. Voïvodie de Sandomierz
11. Voïvodie de Volhynie
12. Duché de Siewierz